# Лачни
Лачни, Лучний (пол. Łączny) — річка в Україні у Самбірському районі Львівської області. Ліва притока річки Вишні (басейн Вісли).

## Опис
Довжина річки 12 км.

## Розташування
Бере початок на південно-західній околиці села Купновичі Тече переважно на південний схід через село Новосілки-Гостинні і впадає у річку Вишню, праву притоку річки Сяну.
Географічний словник Королівства Польського, том VII, стор. 287, подає такі відомості про потік Лучний у визначенні топоніма Новосілки-Гостинні:

| Село розташоване в басейні Дністра, вода з його території стікає до Вишні та її притоки – потоку Лучного. Вишня тече вздовж східної межі, а потік Лучний бере початок з Хлопчиць із заходу і тече через південно-західну частину села, в південно-східному куті села впадає у Вишню. Сільська забудова розташована в центральній частині села, на лівому березі потоку Лучний. На правому березі цього ж потоку розташований маєток. Оригінальний текст (пол.) Wś leży w dorzeczu Dniestru za pośrednictwem Wiszenki i jej dopływu potoku Łącznego. Wiszenka płynie wzdłuż granicy wsch. , pot. Łączny wschodzi tu z Chłopczyc, od zach. i płynie przez płdzach. część wsi, a w płd. wsch. narożniku wsi wpada do Wiszenki. Zabudowania wiejskie leżą w środku obszaru, na lew. brz. pot. Łącznego. Na praw. brz. tegoż potoku leży dwór. |

## Галерея

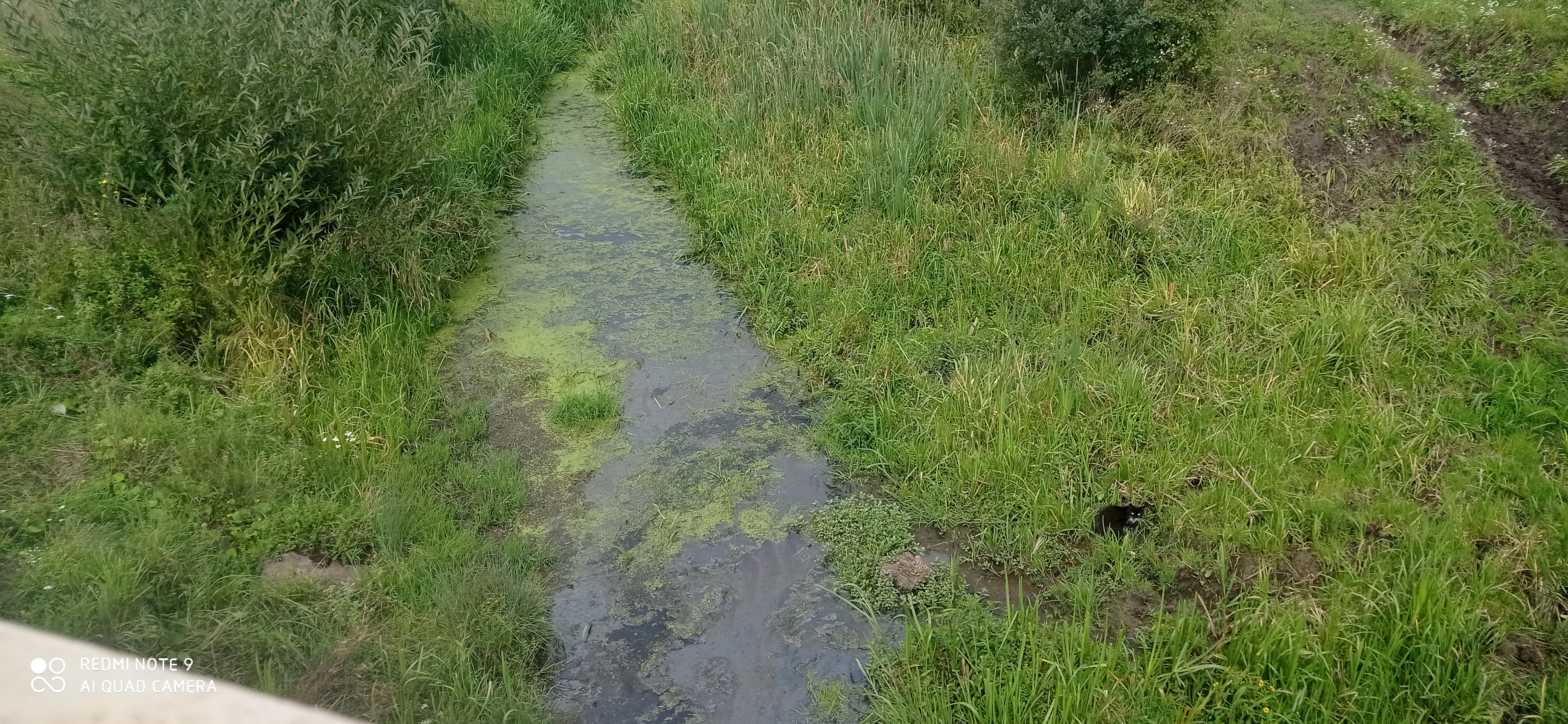
Лачни з моста
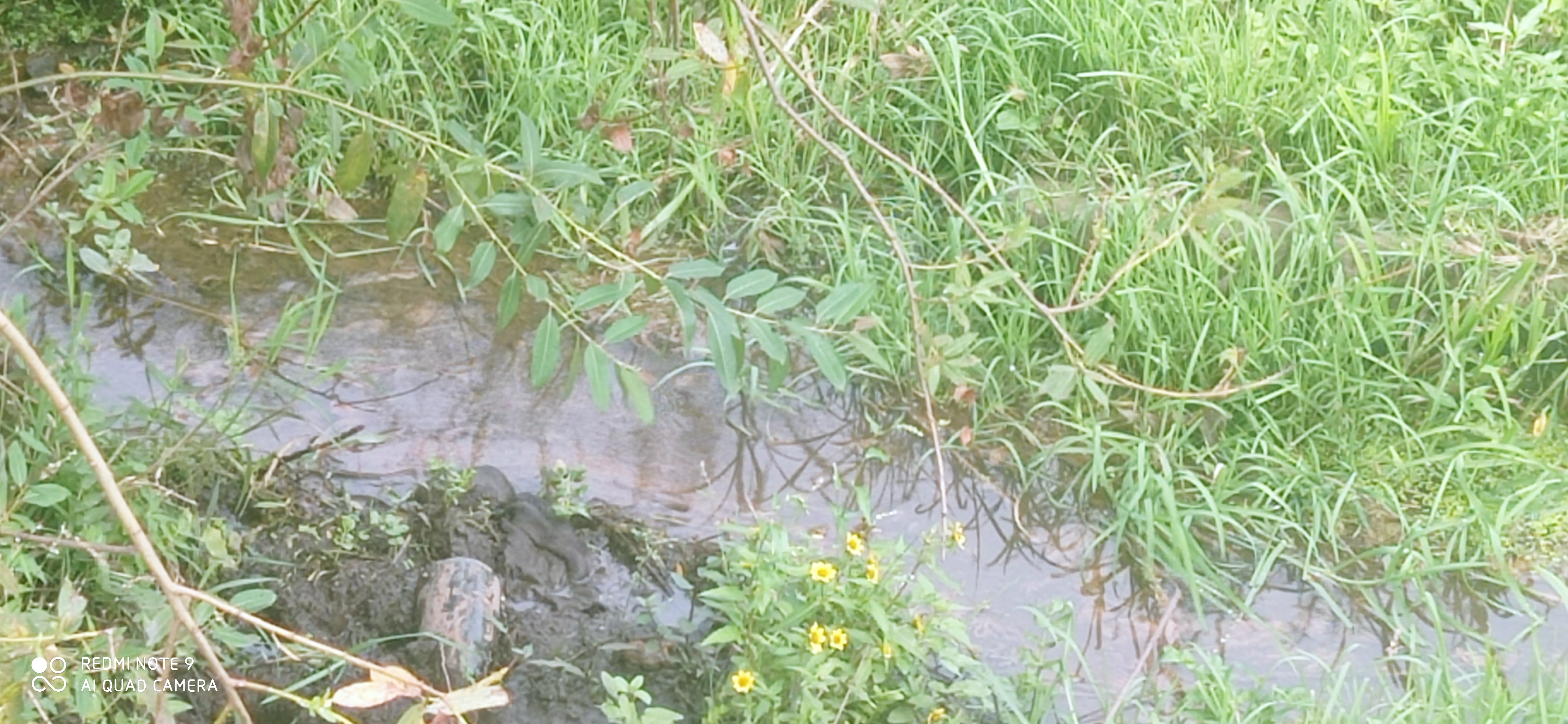
Мілководдя Лачни
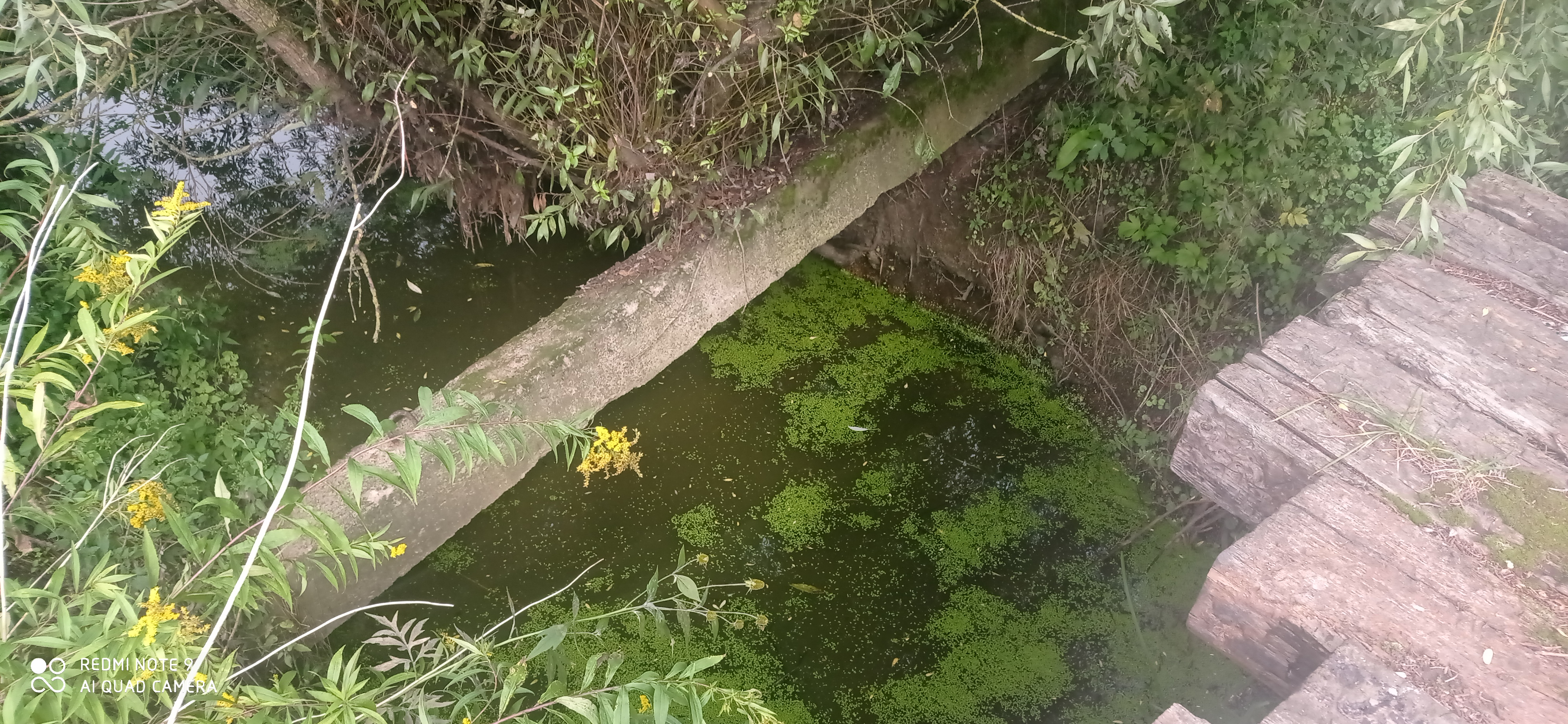
Лачни з моста у полі